# Fuerzas Militares de la República de Fiyi

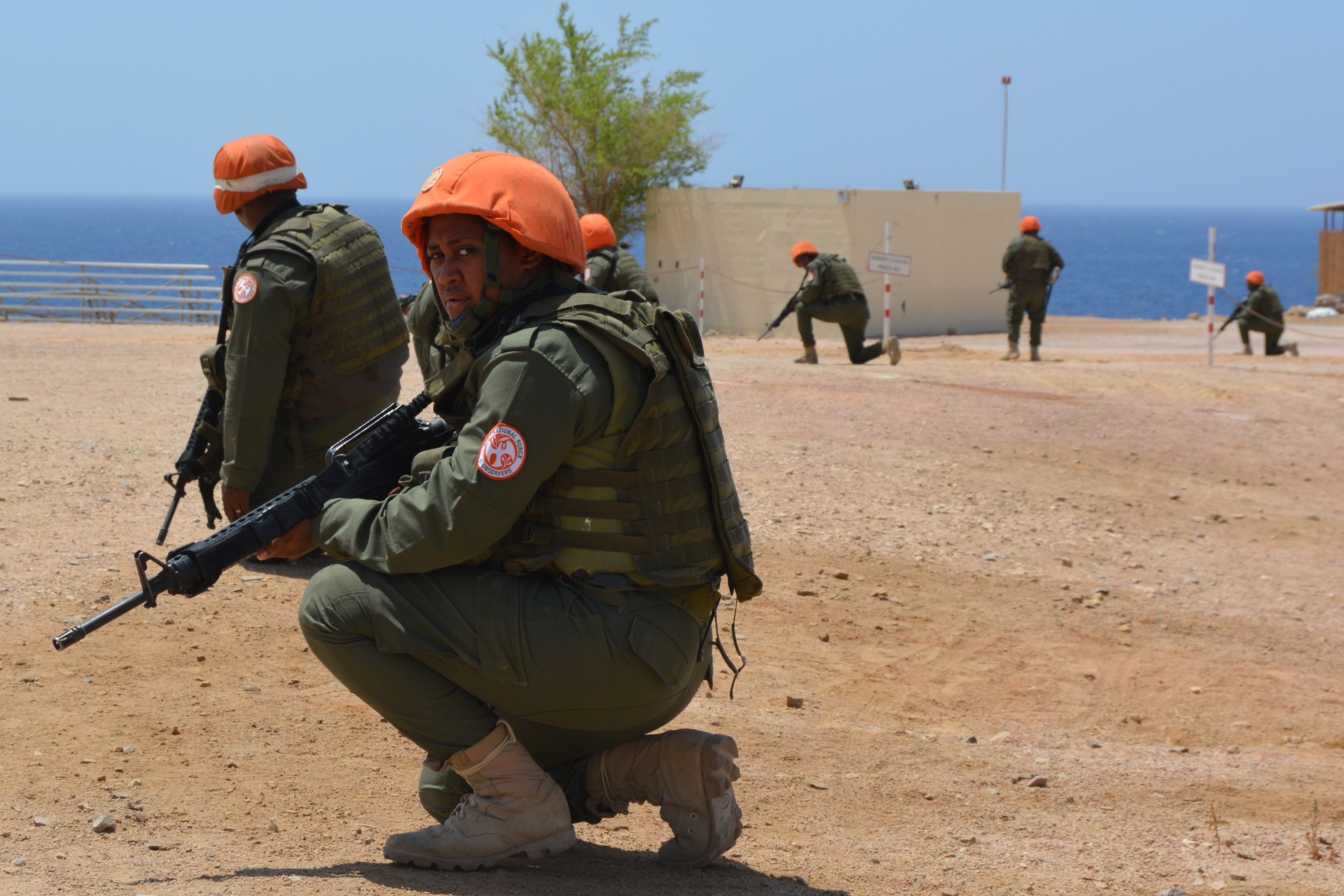
Soldados estadounidenses colaboran con las fuerzas fiyianas para formar un batallón de mantenimiento de la paz.

La Fuerzas Militares de la República de Fiyi (RFMF) son las Fuerzas Armadas de la República de Fiyi, nación insular del océano Pacífico. Con una plantilla de 3.500 militares en activo y 6.000 reservistas, es uno de los ejércitos más pequeños en el mundo. Sin embargo, la mayoría de las naciones que rodean la isla no tienen fuerzas militares. El personal en activo está organizado en seis batallones de infantería y uno de ingenieros. Hubo antes una "Zulu" de la empresa contrarrevolucionaria especialistas, que fue desactivada a fines de 2000 debido a un motín por parte de algunos de sus miembros.
Los dos primeros batallones regulares del Regimiento de Infantería de Fiyi son tradicionalmente destinados en el extranjero en misiones de paz, el 1.er Batallón se ha destacado en el Líbano, Irak y Timor Oriental bajo el mando de la ONU, mientras que el 2.º Batallón se encuentra estacionado en el Sinaí con las MFO. Las fuerzas de paz representa una fuente importante de ingresos para Fiyi. El 3.er Batallón se encuentra estacionado en la capital, Suva, y los tres restantes se distribuyen en todas las islas.

## Organización
- Comandante RFMF - El Comandante RFMF es de rango de una estrella. Está asistido por el Segundo Comandante y Jefe de Estado Mayor, que son responsables de Comando Estratégico y el Comando de la Fuerza Terrestre. El actual Comandante es el comodoro Frank Bainimarama.

- Comando Estratégico - Comando Estratégico es responsable de todas las preocupaciones a largo plazo y estratégica de la RFMF, incluyendo el bienestar, aspectos legales, cuestiones de sostenibilidad, etc.
- Comando de la Fuerza de la tierra - Comando de la tierra de la Fuerza es la organización operativa de la RFMF, y es responsable de todas las unidades principales:
  - Sede de fuerzas terrestres de comandos (comandante general de brigada Pita Driti 2011)
  - Unidad Naval
  - Fiyi Regimiento de Infantería
  - Fuerza regular
  - 1.er Batallón
  - 2 º Batallón
  - 3.er Batallón
  - Fuerza territorial
  - 4 º Batallón
  - 5º batallón
  - 7º/8º Batallón
  - Fiyi Ingeniero Regimiento
  - Unidad de Apoyo Logístico
  - Grupo de Formación de la Fuerza

## Equipamiento
- M1911.45 ACP Pistola Semiautomática.
- M16 5,56 x 45 mm Fusil de Asalto.
- Daewoo K2 5,56 x 45 mm Fusil de Asalto.
- CAR-15 5,56 x 45 mm Carabina
- Ordnance QF 25 pounder 87,6 mm cañón / Obús uso ceremonial.
- L16 Mortero 81mm.
- Ametralladora M60 7,62×51mm Ametralladora de Propósito General
- Escopeta lanzagranadas M79 Escopeta Lanzagranadas

## Marina de Fiyi
Hoy en día la Unidad Marítima RFMF, cuenta  con unos 300 elementos. El 25 de julio 2005 cumplió el trigésimo aniversario de su fundación. Se formó en 1975 (Royal Naval escuadrón Fiyi Fuerzas Militares), después de la ratificación del gobierno de la Ley de las Naciones Unidas de la Convención del Mar. La Marina es responsable del control de las fronteras marítimas, velar por la zona económica exclusiva de Fiyi y la organización de misiones de trabajo y de rescate. Actualmente opera nueve lanchas patrulleras. La ayuda militar es recibida de Australia, la República Popular de China, y el Reino Unido (aunque este último ha suspendido la ayuda como consecuencia del golpe militar de 2006).
Al hablar en las celebraciones del 30 aniversario, el 26 de julio de 2006, el Comandante Bower Bradley dijo que el mayor desafío que enfrenta la marina de guerra de un país marítimo como Fiyi es la de mantener la soberanía y el medio ambiente marino, adquirir, restaurar y reemplazar el equipo, y para capacitar a funcionarios de mantener el ritmo de las cambiantes situaciones.

## Equipamiento Naval
- Bote Patrulla Clase Facifico-3 (Australia, desplazamiento de 162 t, eslora 31,5 m, manga 8,1 m, 1,8 m de proyecto, el poder de 2 x 1.050 kW, velocidad máxima 20 nudos (37 km/h), la tripulación de 17 hombres, ametralladoras 1 x 12,7 mm. Estos barcos descargan reemplazar Redwing clase dragaminas FNS Kula, KIKAU y Kiro, el aumento de 1975 - 1976 de la Marina de los Estados Unidos).

- RFNS 201 Kula (Mayo 1994)
- RFNS 202 Kikau (Mayo 1995)
- RFNS 203 Kiro (Octubre 1995)

- Bote Patrulla-2 (EE.UU., desplazamiento de 97 t, tripulación de 11 hombres, ametralladoras 1 x 12,7 mm).

- RFNS 101 Levuika (1987)
- RFNS 102 Lautoka (1987)

- Bote Patrulla Clase Dabur- 4 (Israel, desplazamiento de 39 toneladas, tripulación de nueve hombres, el equipo 2 cañones de 20 mm, 2 ametralladoras de 7,62).

- RFNS 301 Vai (1991)
- RFNS 302 Ogo (1991)
- RFNS 303 Saku (1991)
- RFNS 304 Saqa (1991)

## Intervención Política
La Fuerzas Militares de Fiyi tiene una historia de intervención política. En 1987, los militares fueron responsables de dos golpes de estado, y en el año 2000, los militares organizaron un contragolpe al golpe de estado civil anular George Speight. Desde el año 2000, el Ejército ha tenido una relación a veces tensa con el gobierno de Qarase, y se opuso firmemente a sus planes de establecer una Comisión con el poder para compensar a las víctimas y los perpetradores del golpe de gracia. Entre otras objeciones, las reclamaciones de los militares que su integridad y la disciplina se vería comprometida si los soldados que se amotinaron en el levantamiento de 2000 fueron de ser perdonados.
El 4 de agosto de 2005, líder de la oposición Mahendra Chaudhry pidió más indo-fijianos, que actualmente representan menos del uno por ciento del personal militar, a ser reclutados. (En concreto, en octubre de 2007, militares de Fiyi había 3.527 miembros a tiempo completo, de los cuales sólo 15 eran indo-fijianos. [3]) Esto ayudaría a garantizar la estabilidad política, consideró. También habló en contra de los planes del gobierno para reducir el tamaño de las fuerzas armadas. El portavoz militar teniente coronel Orisi Rabukawaqa respondieron al día siguiente diciendo que el militar no era una persona de etnia fiyiana cuerpo, que se puso a servir a la nación entera, y que no había ninguna barra de color en su contratación o el ascenso. Dijo que muchos indo-fijianos se había mostrado renuente a comprometerse en una carrera militar debido a la lentitud de la promoción, a menudo prefieren ser dado de alta y utilizar su registro como un trampolín para una carrera exitosa en algún otro campo. No obstante, agradeció la contribución indofiyiana a los militares, y destacó el éxito del teniente coronel Mohammed Aziz, jefe de la unidad jurídica de los militares que fue una figura fundamental en la corte marcial de los soldados que se amotinaron en el año 2000. Irónicamente, el ritmo de promoción de oficiales indígenas fiyianos había sido muy rápido después del golpe de 1987, y la posterior expansión de la República de Fiyi Fuerzas Militares.
El 26 de agosto de 2005, el gobierno anunció planes para estudiar formas de reducir el tamaño de las fuerzas armadas. Los ingenieros militares se transfirió al Ministerio de Desarrollo Regional, dijo el ministro principal asunto de Josefa Vosanibola, y la reducción de las fuerzas militares que coinciden con un aumento en el número de la fuerza policial.
El 26 de septiembre de 2005, Rabukawaqa reveló que los militares habían decidido restringir ciertas operaciones con el fin de mantenerse dentro de su presupuesto. Los recortes afectarían a las patrullas marítimas, operaciones de búsqueda y rescate, formación y ejercicios, formación de la Escuela de Cadetes, y el despliegue de ingenieros militares a las zonas rurales. Estos cortes se hizo para asegurar que las actividades de asignar mayor prioridad, tales como operaciones de paz en la península del Sinaí y en Irak, la formación cadete con las Fuerzas de Defensa de Nueva Zelandia, y el enjuiciamiento de los soldados acusados de insurrección, no se vería afectada, Rabukawaqa, dijo.
Al día siguiente, Lesi Korovavala, Director General del Ministerio del Interior, dijo a la aldea de Fiyi servicio de noticias que los militares habían realizado las reducciones por iniciativa propia, previa consulta con el departamento, una explicación corroborada por el teniente coronel Rabukawaqa.
El 5 de diciembre de 2006, el ejército dio un golpe de Estado, el tercero de Fiyi. El 7 de febrero de 2008, el jefe de la RFMF y post-golpe de Estado del primer ministro interino Voreqe Bainimarama declaró: "Qarase no entiende el papel de las Fuerzas Armadas y como tal es desinformar a la nación hay prácticas y políticas que tienen el potencial de atentar contra la seguridad nacional y la integridad territorial de Fiyi, el RFMF tiene todo el derecho, bajo la Constitución, de la intervención. En agosto de 2009, con Bainimarama aún el control del gobierno como primer ministro y el derogó la Constitución, Epeli Nailatikau un comandante militar anterior fue nombrado presidente interino en la jubilación de Iloilo.
- Datos: Q1764004
- Multimedia: Military of Fiji / Q1764004